# Théophile de Giraud

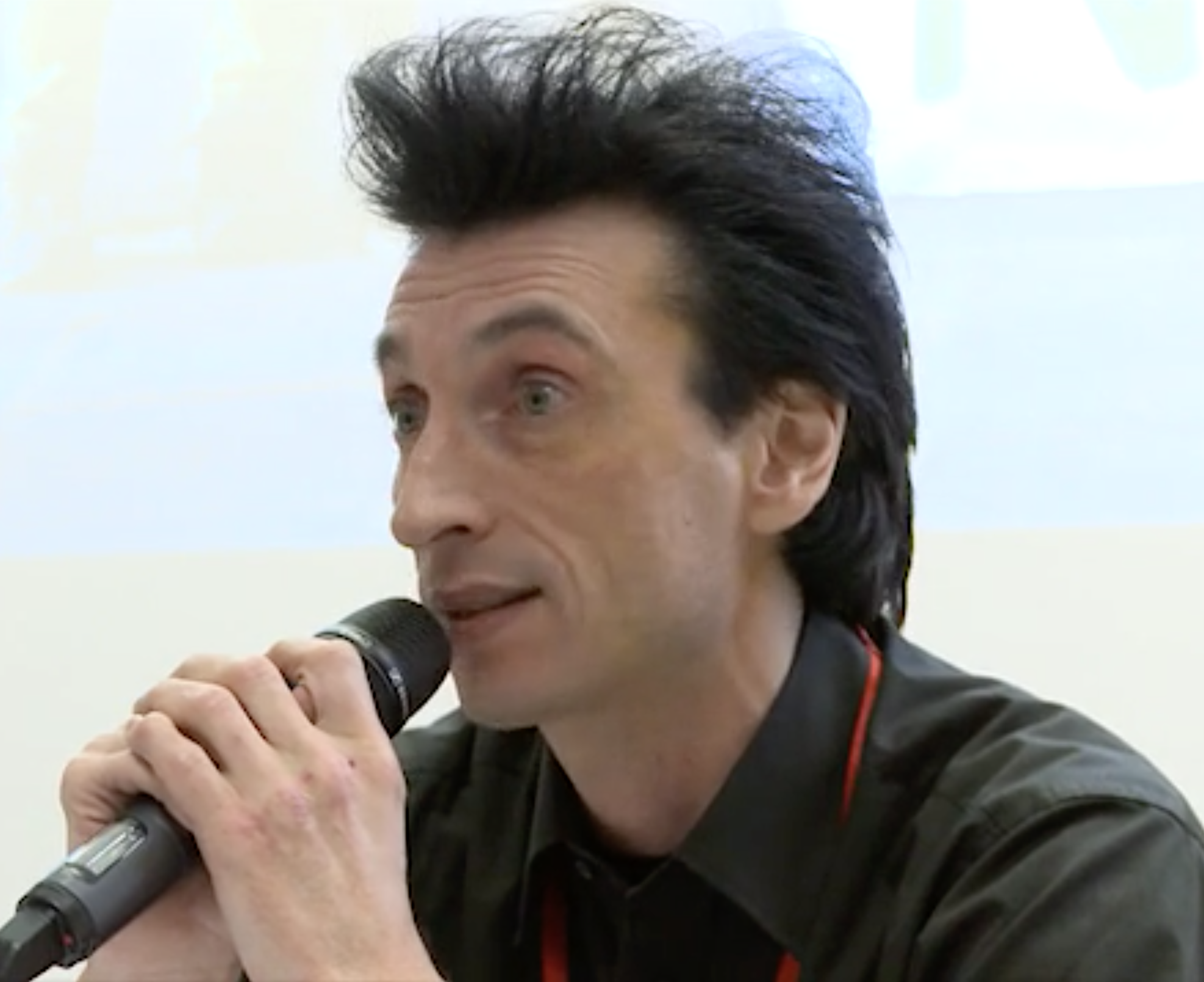
Théophile de Giraud, 2014

Théophile de Giraud (* 19. November 1968 in Namur) ist ein belgischer Philosoph, Autor und Aktivist des Antinatalismus.

## Positionen
Giraud wendet sich gegen „die ewige Propaganda, Fortpflanzung sei per se etwas Gutes“. Er tritt dafür ein, dass die Menschheit damit aufhören solle, sich fortzupflanzen, und nennt das „ein langsames und friedfertiges Aussterben der Menschheit“. Als Gründe führt er an:
- Jeder neu geborene Mensch wird, beginnend mit dem Trauma der Geburt, wahrscheinlich mehr Unglück als Glück erleben. Es ist besser, ihm das zu ersparen. (Dabei stützt er sich auf Arthur Schopenhauer und Emil Cioran.)[2]
- Die vorhandenen Menschen verbrauchen zu viel Fläche, Tiere, Wald und Atmosphäre. Um die Probleme der surpollupopulation (Überverschmutzung durch Überbevölkerung) in den Griff zu bekommen, muss die Menschheit deutlich kleiner werden.

## Werke
- L' art de guillotiner les procréateurs: manifeste anti-nataliste (engl.: The Art of Guillotining Procreators: An Anti-natalist Manifesto), Nancy 2006 (ISBN 978-2-916502-00-7)
- Cold Love, Satanic Sex and Funny Suicide. Nancy 2008 (ISBN 978-2-916502-07-6)
- Aphorisms for the Use of Future Familicides. Brüssel 2013 (ISBN 2-916502-00-9)
- The Childfree Christ: Antinatalism in Early Christianity. AFNIL 2021